# Война за клевское наследство
Война за кле́вское наследство (Война за ю́лихское наследство; нем. Jülich-Klevischer Erbfolgestreit, нидерл. Gulik-Kleefse Successieoorlog, фр. Guerre de Succession de Juliers) — конфликт 1609—1614 годов вокруг наследования Юлих-Клеве-Берга (германских герцогств на Рейне), в который были втянуты Священная Римская империя, Франция, Нидерланды и ряд католических и протестантских князей Германии; стала одной из прелюдий Тридцатилетней войны.

## Предпосылки

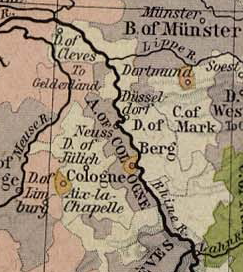
Герцогства Юлих, Клеве и Берг и графство Марк выделены белым цветом

Смерть последнего представителя Клевского дома, бездетного герцога Иоганна Вильгельма, в 1609 году сделала свободным престол герцогств Юлих, Клеве и Берг, графств Марк и Равенсберг и поместья Равенштейн (принадлежит теперь Нидерландам) на Маасе. Все эти владения в средние века сливались понемногу благодаря бракам, и с 1511 года составляли одно целое.
После смерти герцога его сестры, их мужья и дети заявили претензии на его наследство.
Старшая из его сестёр, Мария Элеонора, была замужем за прусским герцогом Альбрехтом-Фридрихом и имела от него только дочерей, из которых старшая Анна была замужем за курфюрстом Иоганном Сигизмундом Бранденбургским.
Вторая сестра Иоганна Вильгельма Анна от пфальцграфа Филиппа Людвига Нойбургского имела сына Вольфганга Вильгельма.
Эти два претендента, курфюрст и пфальцграф, требовали признания своих прав на наследство по женской линии, подтверждая его императорскими грамотами, причем каждый заявлял притязания на все наследство. Курфюрст утверждал, что он имеет больше прав на наследство, так как его жена происходила от старшей сестры последнего герцога; пфальцграф доказывал, что его жена, как сестра последнего герцога, имеет непосредственное право на наследство; притом она ещё жива и имеет сына.

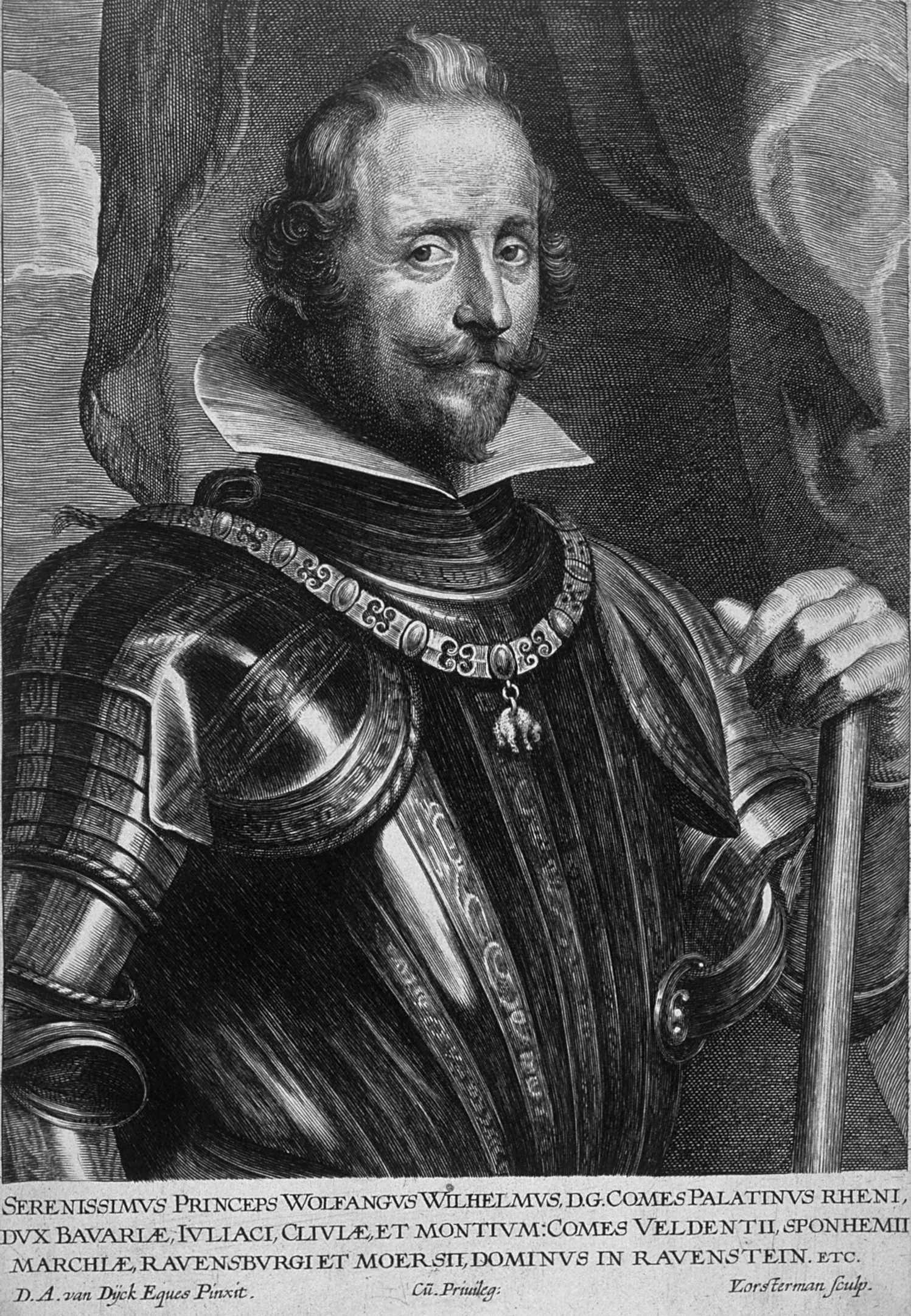
Пфальцграф Вольфганг Вильгельм Нейбургский

Права младших сестер Иоганна-Вильгельма, требовавших разделения наследства на равные части, были оставлены без внимания, тем более что в брачных договорах они признали преимущественное право старших сестер. Без внимания были оставлены заявления и других наследников, заявивших претензии на отдельные части наследства. В Юлихе право на наследство было неоспоримо на стороне курфюрста Бранденбургского, но так как на отдельные части наследства было много притязаний, основывавшихся на трактатах, брачных договорах и императорских указах, противоречивших один другому, то юридически этот вопрос был трудно разрешим. Особенно осложнилось дело тем, что большая, богатая и важная по своему положению страна по вероисповеданию принадлежала к трем главнейшим партиям (католики, лютеране, реформаты), отношения между которыми были обострены до крайности во всей Западной Европе: одна партия не хотела дать в руки другим такое важное приращение силы и доходов. Таким образом дело могло быть решено только силой.

## Война

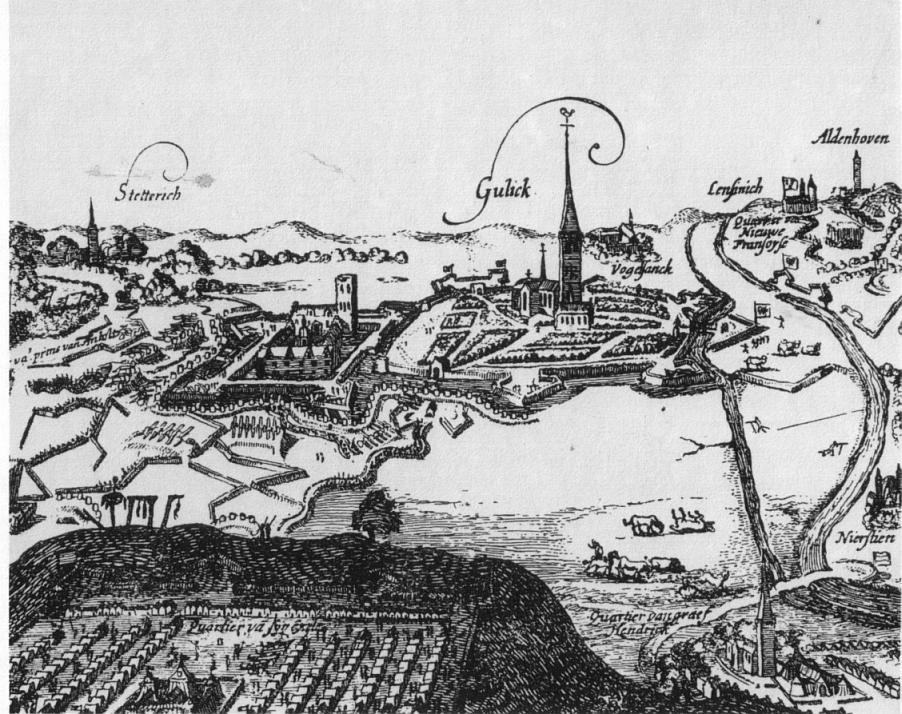
Осада Юлиха в 1610 году

Император Рудольф II, боясь растущей силы Бранденбурга, который, укрепившись на Рейне, мог стать опасным главой протестантов, решил противиться усилению Бранденбурга всеми возможными средствами. Едва умер Иоганн-Вильгельм, как курфюрст и пфальцграф постарались захватить спорные земли, первый — с помощью своего брата Эрнста, второй — при помощи сына Вольфганга-Вильгельма; но так как император издал против такого самоуправства строгий указ, то противники, по совету своих единоверцев, заключили в Дортмунде соглашение (31 мая 1609 года), по которому обязались совместно управлять спорным наследством и защищать друг друга от общих врагов.
Между тем император прислал в качестве комиссара эрцгерцога Леопольда, епископа страсбургского и пассауского, которому удалось, сговорившись с католиками, овладеть крепостью Юлих. Тогда только курфюрст приступил к унии протестантских чинов (3 февраля 1610 года), к которой принадлежал пфальцграф; для поддержки протестантских государей в Юлих-Клевском деле уния заключила союз с Генрихом IV Французским, желавшим ослабить Габсбургов и не допустить их утвердиться на берегах Рейна. Убийство Генриха не помешало французским войскам появиться в герцогстве и совместно с нидерландскими отнять у имперцев Юлих (1 сентября 1610 года).

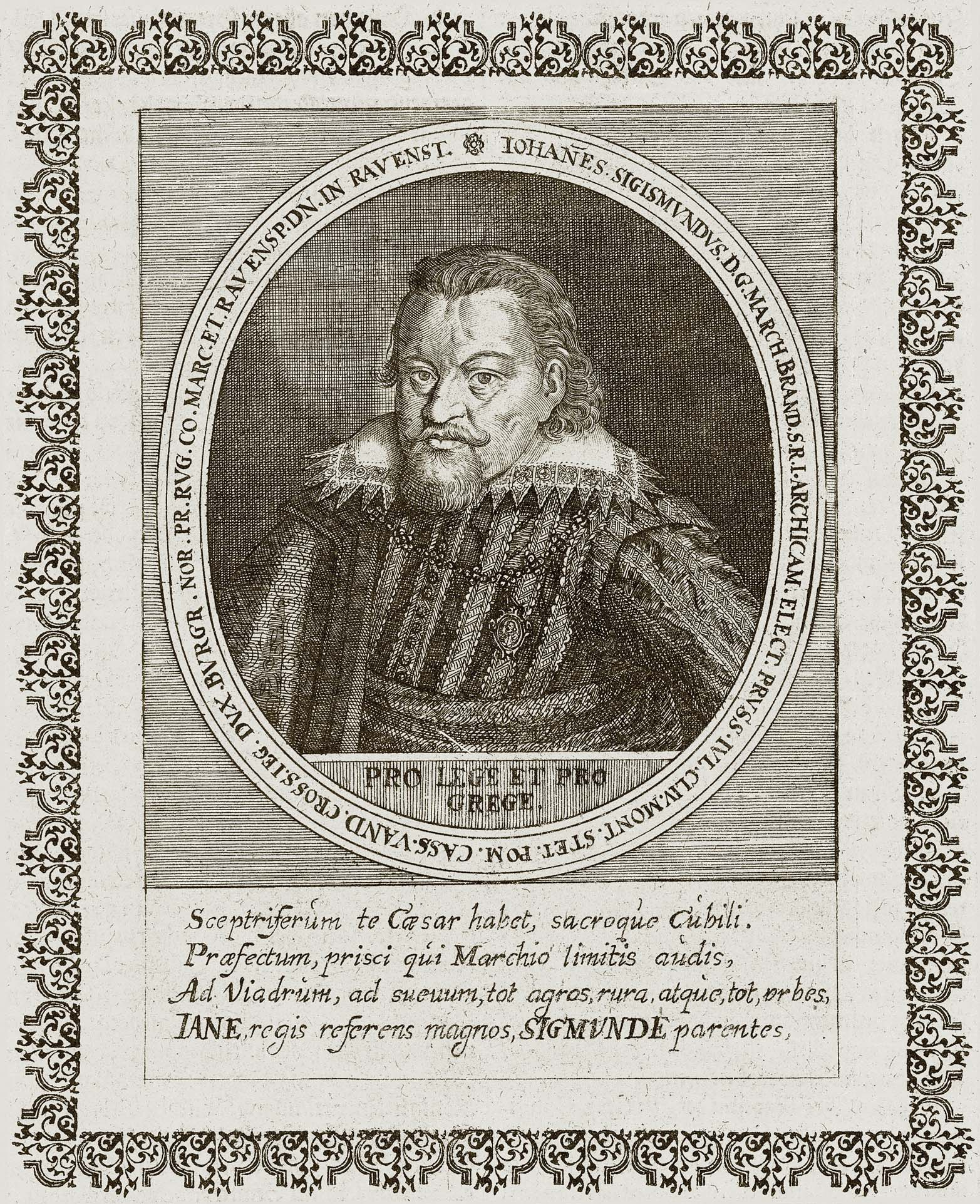
Курфюрст Иоганн Сигизмунд Бранденбургский

Согласие пфальцграфа и курфюрста, совместно управлявших Юлих-Клевским наследством, продолжалось недолго: постоянно жалуясь на нарушение своих прав и интересов, пфальцграф объявил, по случаю смерти маркграфа Эрнста (13 сентября 1613 года) и назначения курпринца Георга-Вильгельма штатгальтером Бранденбурга, что не признает его до тех пор, пока не будут удовлетворены его претензии. В декабре 1613 года Вольфганг-Вильгельм отправился в Мюнхен, женился там на сестре баварского герцога Максимилиана, перешел в католичество и этим приобрел помощь лиги и Испании.
Оба противника взялись за оружие и призвали союзников; началась война, и прежде неоднократно опустошавшая спорные земли. Против голландцев, занимавших Юлих, двинулись испанцы (летом 1614 года), но, благодаря посредничеству Франции и Англии, удалось устроить между спорящими сторонами соглашение в Ксантене, по которому Юлих-Клевские земли были разделены на 2 части: одна заключала Клеве, Марк, Равенсберг и Равенштейн, другая — Юлих и Берг; жребий должен был решить, кому что достанется; каждый должен был управлять в доставшейся ему части именем обоих наследников. Союзники той и другой стороны не пожелали, однако, вывести свои войска из спорных земель; договор остался неисполненным, и борьба за Юлих продолжалась в течение всей Тридцатилетней войны.

## Последствия
Спор окончился договором в Клеве (19 сентября 1666 года) между «Великим курфюрстом» Фридрихом Вильгельмом и сыном Вольфганга Вильгельма, пфальцграфом Филиппом Вильгельмом Нейбургским: Клеве, Марк и Равенсберг были отданы курфюрсту Бранденбургскому. Юлих и Берг — пфальцграфу Нейбургскому, Равенштейн только в 1671 году был окончательно отдан пфальцграфу.